# Lamaholot
Le lamaholot est une langue indonésienne parlée principalement dans les îles de Florès, de Lembata et de Pantar . En 2021, son nombre de locuteurs est estimé entre 220 000 et 325 000 environ.

## Classification
Le lamaholot est classé comme langue austronésienne mais comporte de nombreuses caractéristiques alor-pantar, notamment près d'un cinquième du vocabulaire. Néanmoins, sur le plan grammatical, un substrat papouan est suggéré par les études récentes
Plutôt qu'une langue unique, le Lamaholot constitue un ensemble de dialectes très proches, dérivant du proto-lamaholot. Ce dernier aurait dérivé en lamaholot oriental, central et occidental, ainsi peut-être qu'en alorais (en),.
Le nom « lamaholot » est très récent et exonyme, c'est-à-dire n'étant pas donné à cette langue par ses locuteurs, ou du moins rarement. Le premier emploi de ce terme date de 1993, et a ensuite été repris dans l'administration indonésienne. Avant 1945, les groupes parlant cette langue étaient collectivement désignés comme « peuples de Solor », quand ceux-ci se considèrent comme « ata kiwan », soit « gens de l'intérieur », plus rarement lamaholot.
L'alorais (en) est très probablement une langue dérivée du lamaholot. Divers dialectes dérivent également du lamaholot, notamment le lewoingu, le lamalera, le lewotobi, le solor et le lembata central.

## Répartition géographique
Le lamaholot est parlé à l'extrémité orientale de l'île de Florès et sur les côtes des îles voisines de Lembata, de Pantar, d'Adonara, de Solor et d'Alor, les parties centrales de ces îles regroupant des locuteurs de langues non austronésiennes. Cette répartition linguistique multi-insulaire est assez rare en Indonésie.
Entre 220 000 et 325 000 locuteurs du lamoholot sont approximativement recensés en 2021,,.
Traditionnellement, deux cultures lamaholot se distinguaient : d'une part, celle des villages situés en altitude, autour de deux cents à trois cents mètres, dite « Demon », et d'autre part celle des habitants des côtes, dite « Paji ». Cette division correspondait également à une division culturelle et linguistique, les Demon se considérant comme les autochtones, d'origine papoue et vivant plutôt en autarcie, alors que les Paji, d'origine et de culture austronésienne, étaient beaucoup plus ouverts aux échanges inter-insulaires, au commerce et au brassage. Mais l'administration coloniale, dans un premier temps, et celle de Soekarno en 1965 ont fait évacuer les villages afin de mieux contrôler les populations, ce qui a brisé cette dichotomie,.

## Histoire
L'histoire de la langue lamaholot est très mal connue et largement conjecturale ; le passage du substrat papouan à la langue lamaholot a ainsi aussi bien pu se faire à la fin du Moyen-Âge que mille ans avant Jésus-Christ. Même l'unidirectionnalité de l'influence n'est pas assurée. La principale différence entre le lamaholot et les langues proto-austronésiennes tient au vocabulaire ; la grammaire, pour sa part, est une synthèse entre des éléments austronésiens et alor-pantar.